# Luisa Durón
Luisa Durón Crespo (1939) es una clavecinista mexicana, hija de los pianistas Jesús Durón Ruiz y Julia Crespo.
Considerada pionera del movimiento y florecimiento musical de los periodos renacentista y barroco
e iniciadora de la escuela de clavecín en México.

## Biografía
Luisa Durón nació en 1939, dentro de una familia cercana a la música, ambos padres eran músicos, y su padre le enseñó a tocar el piano a corta edad. A los quince años tuvo su primer acercamiento al clavecín, cuando asistió a un concierto del flautista francés Jean-Pierre Rampal  con Robert Veyron-Lacroix al clavecín. El concierto había sido organizado por el INBA, para el estreno de un clavecín Pleyel que recientemente habían adquirido.

### Formación musical
Tomó clases con Veyron-Lacroix durante su estancia en México, y más tarde, en 1958, obtuvo una beca del Instituto Francés de América Latina (IFAL) para asistir a realizar sus estudios de especialización en París en  el  Conservatorio Nacional Superior de Música, nuevamente con Veyron-Lacroix, donde obtuvo el Primer Premio de clavecín.
En Holanda, realizó sus estudios con el clavecinista y organista Gustav Leonhardt. Durón señala que en Holanda, el movimiento de la música antigua estaba mucho más adelantado que en Francia, ya que se investigaban los manuscritos y los instrumentos. Con Leonhardt, aprendió los secretos del clavecín y sobre la música para este instrumento. En esta época, Durón pudo adquirir un clavecín construido por Martin Skowroneck, en Bremen, Alemania.

### Carrera artística y docente
A su regreso a México, logró que por primera vez, se instituyera la cátedra de clavecín, lo que la llevó a ser nombrada coordinadora del área de clavecín y música antigua en la Facultad de Música de la UNAM.
Así mismo, se encargó de impartir cursos y formar por primera vez clavecinistas profesionales, como son Miguel Cicero, Eunice Padilla, Norma García, Santiago Álvarez, entre otros.
Entre 1986 y 1994, junto con Horacio Franco y Bozena Slawinska, formó el Trío Hotteterre. Con Bozena Slawinska ha colaborado en la grabación de música mexicana y europea para clavecín con el auspicio del FONCA.
Fue galardonada por la UNAM con el Premio Universidad Nacional.

## Discografía
- Música para dos clavecines- Emma Gómez y Luisa Durón (con apoyo del FONCA).[12][13]
- Música de cámara de Federico Ibarra.[14]
- Benedetto Marcello, Sonatas- Bozena Slawinska y Luisa Durón.[15]